# Машиностроитель (футбольный клуб, Дружковка)
«Машиностроитель» (укр. Машинобудівник) — украинский футбольный клуб из города Дружковка Донецкой области. Проводил домашние матчи на стадионе «Машиностроитель».

## История
Дружковка стала одним из первых городов Донбасса, в которых появился футбол, когда в 1901 году были организованы первые игры между иностранными специалистами, работавшими на заводе Донецкого общества (ныне — Дружковский машиностроительный завод). В 1911 году (по другим данным — в 1908) среди рабочих завода был создан «Кружок любителей футбольной игры», команда которого приняла участие в первом кубке Донецкого бассейна в 1913 году, где заняла второе место из четырёх коллективов, уступив только команде Юзовки. По окончании Первой мировой и Гражданской войн, заводская команда, под названием «Металлист» продолжила выступать в местных соревнованиях, в 1922 и 1923 годах став победителем Спартакиады Донецкой губернии. В 1938 году дружковская команда «Авангард» впервые приняла участие в Кубке СССР. После Второй мировой войны команда машиностроительного завода продолжила выступления в региональных турнирах. В 1964 году клуб получил название «Машиностроитель» и впервые принял участие в чемпионате УССР среди КФК. В 1974 году команда впервые стала чемпионом Донецкой области, повторив успех в 1977
В 1999 году дружковский «Машиностроитель» был заявлен для участия во второй лиге Украины. Дебютную игру на профессиональном уровне клуб провёл 2 августа 1999 года, в Чернигове сыграв вничью с местной «Десной» со счётом 1:1. Первый гол команды в чемпионатах Украины забил Николай Акулинин. В течение своих выступлений во втором дивизионе, коллектив находился в середине турнирной таблицы, лучшим достижением в чемпионате стало 6-е место своей группы в сезоне 2001/02. Также, в 2001 году команда стала полуфиналистом Кубка второй лиги Украины, что позволило ей принять участие в 1/16 финала Кубка Украины по футболу, где «Машиностроитель» в серии пенальти уступил харьковскому «Металлисту». Тем не менее, несмотря на достижение наивысшей позиции в чемпионате в истории клуба, по окончании сезона 2001/02 команда была снята с чемпионата и расформирована

## Достижения
- Чемпионат Донецкой области
  - Победитель (2): 1974, 1977

## Выступления в чемпионатах Украины
| Сезон   | Дивизион            | Место в чемпионате | И  | В  | Н  | П  | ГЗ | ГП | О  | Кубок Украины                                         |
| ------- | ------------------- | ------------------ | -- | -- | -- | -- | -- | -- | -- | ----------------------------------------------------- |
| 1999/00 | Вторая лига Украины | 8 из 14            | 26 | 11 | 5  | 10 | 22 | 31 | 38 | Кубок Второй лиги 1/32 финала                         |
| 2000/01 | Вторая лига Украины | 12 из 16           | 30 | 8  | 10 | 12 | 29 | 32 | 34 | Кубок Второй лиги Полуфинал Кубок Украины 1/16 финала |
| 2001/02 | Вторая лига Украины | 6 из 18            | 34 | 15 | 11 | 8  | 42 | 30 | 56 | Пятый предварительный этап                            |

## Главные тренеры
- Виктор Пыщев (1999—2001)
- Владимир Пархоменко (2001)
- Анатолий Раденко (2002)